# Walenty Barczewski

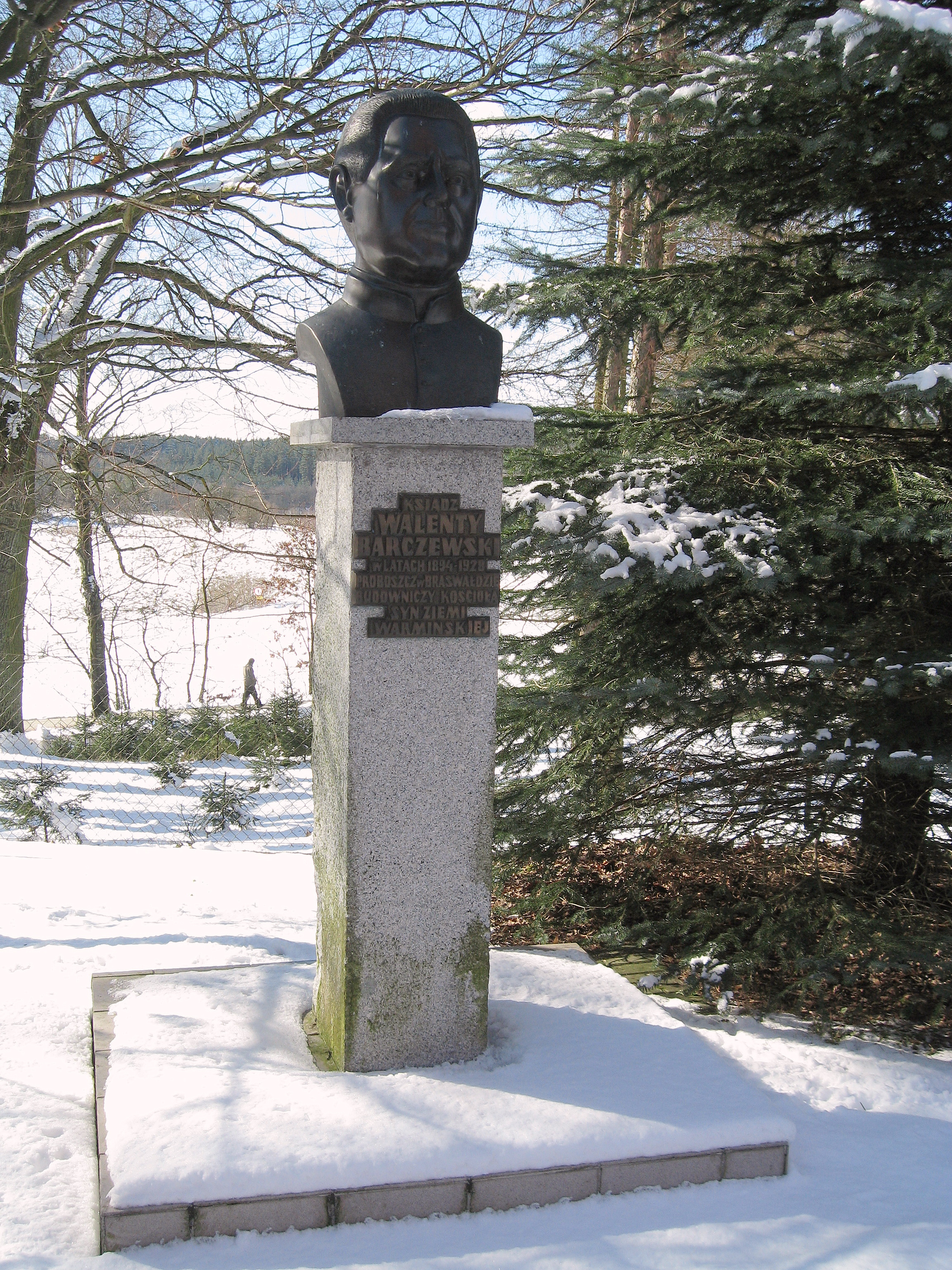
Pomnik Walentego Barczewskiego przed kościołem w Brąswałdzie

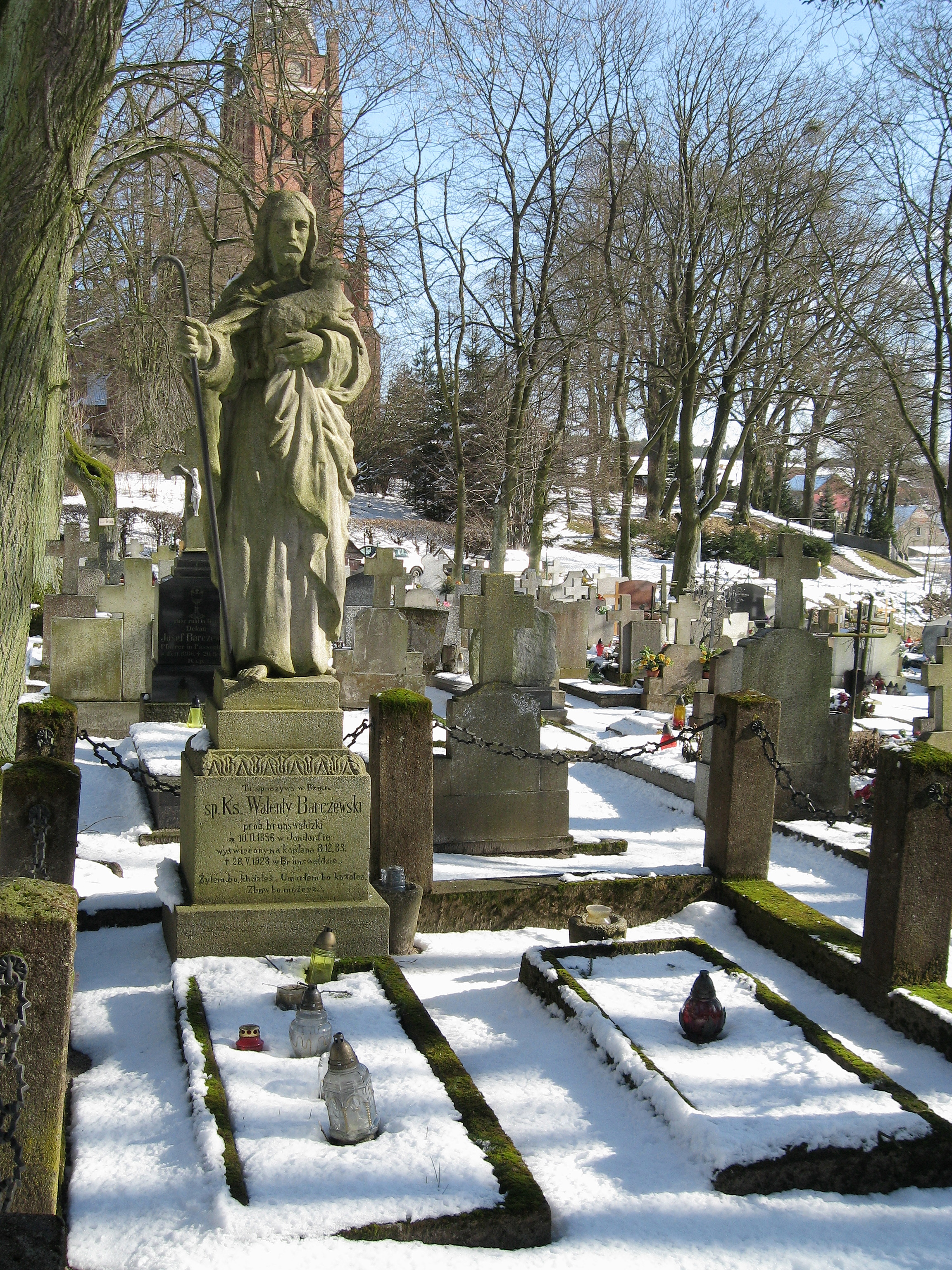
Grób ks. Barczewskiego na cmentarzu w Brąswałdzie

Walenty Barczewski, ps. „Wirosław” (ur. 10 lutego 1856 na Jarotach w Olsztynie, zm. 28 maja 1928 w Brąswałdzie) – pisarz warmiański, działacz narodowy, historyk, pisarz, folklorysta, redaktor polskich pism regionalnych, wydawca, wieloletni proboszcz w Brąswałdzie.

## Życiorys
Syn Jakuba Barczewskiego i Barbary z Burlińskich. Uczęszczał do gimnazjum w Braniewie, Reszlu i Chełmnie. Studia teologiczne odbywał w Braniewie w latach 1879–1882 i w bawarskim Eichstätt w 1883. Święcenia kapłańskie przyjął 8 grudnia 1883. Był wikarym w Butrynach (1884), Świętej Lipce i Biskupcu, a następnie proboszczem w Wielbarku (1889–1894) i Brąswałdzie (od 1894). Zabiegał o powszechne wprowadzenie języka polskiego w kościołach i szkołach. Aktywny członek Towarzystwa Czytelni Ludowych (TCL) na Warmię, prezes Towarzystwa w latach 1914–1916. Zasłynął polskimi kazaniami. Za wybudowanie kościoła i umieszczenie w nim obrazów o tematyce polskiej został oskarżony przez władze pruskie o szerzenie polskiej propagandy.
Współredagował w języku polskim „Nowiny Warmińskie” i „Warmiaka”. Od 1907 roku współpracował z „Gazetą Olsztyńską”. Od 1908 roku aktywnie uczestniczył w walce o zachowanie polskości Warmii, pełniąc różnorodne funkcje. Został członkiem Komitetu Wyborczego na Prusy Wschodnie, Warmię, Mazury i Pomorze. Od 1912 przewodniczył Radzie Nadzorczej Banku Ludowego w Olsztynie. W 1914 został prezesem Komitetu Oświatowego z ramienia Poznańskiej Rady Narodowej. W 1918 prezesował Polskiej Radzie Ludowej dla Warmii. W okresie plebiscytu wchodził w skład Warmińskiego Komitetu Plebiscytowego będąc współzałożycielem Związku Polaków w Prusach Wschodnich. Dwukrotnie w 1921 i 1924 wybierany był do sejmiku prowincjalnego w Królewcu, a także kandydował na posła do Sejmu Pruskiego. Inicjował tworzenie bibliotek, wspierał młodzież, promował prasę polską oraz publikował artykuły w takich czasopismach jak „Gazeta Olsztyńska”, „Pielgrzym” czy „Dziennik Poznański”.
W 1922 na synodzie diecezjalnym w Wartemborku zgłosił projekt powołania specjalnej komisji mającej się zająć uregulowaniem sprawy polskich katolików w Prusach Wschodnich. Zajmował się literaturą, historią i folklorem regionu warmińskiego. Pisał artykuły i prace, dokonywał przekładów literackich, wydawał polskie książki religijne np. żywoty świętych, moralitety oraz zbiory modlitw i pieśni, w tym Katolicki Kancjonał.
Był Warmiakiem, który przedstawił dzieje kultury ludowej, obyczaje, zwyczaje, geografię i historię Kościoła polskiej Warmii. Jego działalność społeczna, polityczna i literacka miała ogromne znaczenie dla podtrzymania świadomości narodowej Warmiaków i zachowania ich dziedzictwa kulturowego. W uznaniu jego zasług miasteczko Wartembork przemianowano po wojnie na Barczewo.

## Twórczość
Barczewski szczególnie zasłużył się jako autor przełomowych prac dotyczących historii, kultury, literatury i obyczajów polskich na Warmii, które pisał zarówno gwarą warmińską, jak i językiem literackim. 
Do jego najważniejszych dzieł należą: 
- 1883: Kiermasy na Warmii[1] (oraz 1919, wyd. 1923[2])
- 1893: Gwary ludu na Warmii i Mazurach,
- 1895: Mowa polska na Warmii[1],
- 1897: J. Kochanowski. Obrazy z końca XVI w.[2]
- Źródła naszej Łyny,
- 1917: Geografia polskiej Warmii[2],
- 1925: Nowe kościoły katolickie na Mazurach,
- 1927: Piśmiennictwo polskie na Warmii w XIX i XX stuleciu[1].

Wiele z tych prac było najpierw publikowanych odcinkowo w czasopismach.
Posiadał zasobną bibliotekę, w której znajdowały się rzadkie druki polskie z Warmii. Odznaczony był między innymi Krzyżem Kawalerskim Polonia Restituta. W 1946 dla uczczenia pamięci Walentego Barczewskiego miasto Wartembork nazwano Barczewem, a wieś Stary Wartembork Barczewkiem. Ks. Walenty Barczewski pochowany został na cmentarzu w Brąswałdzie, a parafianie ufundowali mu nagrobek z polskimi napisami.